# 三氟氧钒
三氟氧钒是钒的一种氟氧化物，化学式 VOF3。它是一种对水敏感的橙黄色固体。早期过渡金属氟化物有着聚合物结构，但固态三氟氧钒采用的是层状结构，气态时则变为二聚体。相反，VOCl3和VOBr3在所有状态下均保持四面体形，在室温下都为挥发性液体。
在有机合成中，VOF3通常用于苯酚的氧化偶联，如万古霉素或其类似物的合成。在这些合成中，VOF3以三氟乙酸溶液形式使用。

## 制备
三氟氧钒可以由三氟化钒被氧气氧化而成。
{\displaystyle \mathrm {2\ VF_{3}+O_{2}\longrightarrow 2\ VOF_{3}} }
它也可以由五氟化钒部分水解而成。
{\displaystyle \mathrm {VF_{5}+H_{2}O\longrightarrow VOF_{3}+2\ HF} }